# Rebecca Staab
Pour les articles homonymes, voir Staab.
Rebecca Ann Staab, dite Rebecca Staab , est une actrice américaine, née le 27 juillet 1961 à Hays, Kansas, 
États-Unis .

## Biographie
Elle a été élue Miss Nebraska en 1980, et a terminé dans les 6 premières de Miss USA.
Elle a tenu le rôle de la Femme Invisible dans Les Quatre Fantastiques (1994).
Elle a joué le rôle de Dana dans la série Raven.

## Filmographie

### Cinéma
- 1991 : La Chanteuse et le Milliardaire (The Marrying Man) : Arlene
- 1992 : Love Potion No. 9 : Cheryl
- 1994 : Les Quatre Fantastiques (The Fantastic Four) : Susan Storm
- 1994 : The New Age :
- 1995 : Quiet Days in Hollywood : Amelie
- 1997 : T.N.T. : Jamie Wheeler
- 1999 : Stray Bullet : Stella Crosby
- 2003 : A House on a Hill : Kate Banks
- 2007 : Safe Harbour : Andrea Wilson
- 2009 : All Ages Night : Dennie Murphy
- 2009 : Love at First Hiccup : Constance
- 2012 : A Perfect Ending : Sylvie
- 2014 : Jen Foster: She : Sylvie
- 2014 : Between Doors : Wendy
- 2015 : Surge of Power: Revenge of the Sequel
- 2021 : Love Hard de Hernán Jiménez : Barb Lin

### Télévision

#### Séries télévisées
- 1985 : Amoureusement vôtre : Cecilia Thoompson Sowolsky #1
- 1985-1987 : Haine et Passion (4 épisodes) : Jessica Lynn Matthews
- 1989 : Matlock (saison 3, épisode 12) : Lauren Masters
- 1989 : Le Père Dowling (saison 1, épisode 8) : Sharon
- 1989 : Pas de répit sur planète Terre (saison 1, épisode 9) : Donna
- 1989 : Duo d'enfer (saison 1, épisode 3)
- 1990 : Columbo (saison 9, épisode 2) : Tina
- 1990 : L'equipée du Poney Express (saison 2, épisode 11) : Jenny
- 1991 : La Malédiction de Collinwood (saison 1, épisodes 1, 2 & 3) : Daphné Collins
- 1991 : Enquêtes à Palm Springs (saison 1, épisode 1) : Carole Mallory
- 1991 : Pacific Station (saison 1, épisode 9) : Une nurse
- 1991-1992 : Beverly Hills (saison 2, épisodes 18 & 19) : Deidre
- 1992 : Cheers (saison 10, épisode 20) : Debbie
- 1992 : Likely Suspects (saison 1, épisode 1) : Darcy Lowell
- 1992 : Raven (saison 1, épisode 6) : Dana
- 1992 : Les Années coup de cœur (saison 6, épisode 4) : Miss Lisa Farmer
- 1992 : Bob (saison 1, épisode 4) : Linda
- 1992 : Les Trois As (The Hat Squad) (saison 1, épisode 7) : Nikki
- 1993 : Le trésor des alizés (mini-série) : Ellen Sommers
- 1993 : New York Café (saison 2, épisode 3) : Une femme
- 1993 : Le Rebelle (saison 2, épisode 7) : Kat Calhoun
- 1994 : Seinfeld (saison 6, épisode 3) : Kristin
- 1994 : Ellen (saison 2, épisode 7) : Cindy
- 1994 et 1996 : Waikiki Ouest (3 épisodes) : Rebecca Dunn
- 1994 et 1999 : Diagnostic : Meurtre (Diagnosis: Murder) (épisodes 1x15 / 7x05)  : Lori / Betsy
- 1995 : Papa bricole (Home Improvment) (saison 4, épisode 16) : Debbie Carver
- 1995 : Live Shot (3 épisodes) : Sherry Beck
- 1996 : La Vie à tout prix (Chicago Hope) (saison 3, épisode 5) : Simone
- 1997 : Viper (saison 2, épisode 12) : Dr Valerie Reed
- 1998 : Night Man (saison 1, épisode 11) : Assistant DA Howarth
- 1998 : Players, les maîtres du jeu (saison 1, épisode 10) : Corky Wallace
- 1999 : Any Day Now (saison 2, épisode 7) : Miss Holloway
- 1999 : Walker, Texas Ranger (saison 8, épisode 5) : Julie Gage
- 2001 : Dharma et Greg (saison 4, épisode 16) : Judy
- 2001 : It's Like, You Know... (saison 2, épisode 15) : Audrey
- 2002 : Le Drew Carey Show (saison 7, épisode 25) : Mélanie
- 2002-2003 : Port Charles (131 épisodes) : Elizabeth Barrington
- 2004 : Nip/Tuck (saison 2, épisode 15) : Gwen Camden
- 2004 : NCIS : Enquêtes spéciales (saison 2, épisode 6) : Greta Boyen
- 2005 : Les Experts : Manhattan (CSI: Manhattan) (saison 2, épisode 3) : Jessica Freemont
- 2006 : Les Experts (CSI: Crime Scene Investigation) (saison 6, épisode 12) : Chelsea
- 2007 : Las Vegas (saison 5, épisode 4) : Rita Powell
- 2008 : Les Feux de l'amour (The Young and the Restless) (épisodes 8807 & 8808) : April Stevens
- 2008 : The Cleaner (saison 1, épisode 1) : Judy Astor
- 2009 : Mentalist (saison 2, épisode 1) : Monica Dunninger
- 2009 : Desperate Housewives (saison 6, épisode 5) : Stephanie
- 2010 : Esprits criminels (Criminal Minds) (saison 5, épisode 14) : Lorraine Horton
- 2012 : Glee (saison 3, épisode 18) : Mme Collins
- 2012 : Facing Kate (saison 2, épisode 13) : Mme Collins
- 2013 : Dexter (saison 8, épisode 3) : Lucy Gerard
- 2013 : Masters of Sex (saison 1, épisode 11) : Enid
- 2017 : Somewhere Between (6 épisodes) : Colleen DeKizer
- 2019-2021 : Les enquêtes du Chronicle (mini-série) : Eileen Bruce
- 2023 : The Night Agent (saison 1) : Cynthia Hawkins

#### Téléfilms
- 1999 : The Substitute 3 (The Substitute 3: Winner Takes All) de Robert Radler : Prof. Nicole Stewart
- 2010 : Dicks de Richard Samuels : Trudy Turnbow
- 2016 : Un amour irrésistible (The Irresistible Blueberry Farm) de Kristoffer Tabori : Cynthia Branford
- 2017 : Amoureux malgré eux ! (Moonlight in Vermont) de Mel Damski : Delia Grangely
- 2017 : Un Noël à Ashford (Coming Home for Christmas) de Mel Damski : Camille
- 2018 : La surprise de Noël (Road to Christmas) d'Allan Harmon : Lois Baker
- 2018 : Un fiancé à louer pour Noël (Mingle All the Way) d'Allan Harmon : Helen Lange
- 2018 : La romance photo de Noël (Christmas Bells Are Ringing) de Pat Williams : Helen
- 2019 : A Christmas Miracle de Tibor Takács : Miss Hennessy
- 2020 : Noël, mon boss & moi (Christmas by Starlight) de Gary Yates : Pat Park